# Szerokodzioby
Szerokodzioby (Eurylaimidae) – rodzina ptaków z rzędu wróblowych (Passeriformes). We współcześnie stosowanych ujęciach systematycznych obejmuje 10 gatunków.

## Zasięg występowania
Tropiki Afryki, Azji Południowej i Południowo-Wschodniej. Rodzaj Pseudocalyptomena występuje w środkowej Afryce, przedstawicieli pozostałych rodzajów można spotkać od północnych Indii i Nepalu (niższe partie Himalajów) po Filipiny, Sumatrę, Jawę i Borneo.

## Charakterystyka
Są to kolorowo ubarwione ptaki, żywiące się głównie owocami i owadami chwytanymi w locie, niektóre zjadają małe jaszczurki i żaby. Mają krępą budowę, szeroką głowę, szeroki i płaski dziób oraz krótkie nogi. Od pozostałych wróblowych odróżnia je budowa szyi, na którą składa się 15, a nie 14 kręgów szyjnych. Gniazdują na drzewach, składają zazwyczaj 2–3 jaja. 

## Systematyka
Do rodziny należą następujące rodzaje:
- Pseudocalyptomena Rothschild, 1909 – jedynym przedstawicielem jest Pseudocalyptomena graueri Rothschild, 1909 – szerokodziób zielony
- Psarisomus Swainson, 1837 – jedynym przedstawicielem jest Psarisomus dalhousiae (Jameson, 1835) – szerokodziób długosterny
- Corydon Lesson, 1828 – jedynym przedstawicielem jest Corydon sumatranus (Raffles, 1822) – szerokodziób różowodzioby
- Sarcophanops Gould, 1877
- Cymbirhynchus Vigors & Horsfield, 1830 – jedynym przedstawicielem jest Cymbirhynchus macrorhynchos (J.F. Gmelin, 1788) – szerokodziób białoskrzydły
- Serilophus Swainson, 1837
- Eurylaimus Horsfield, 1821

Szerokodzioby najbliżej spokrewnione są z brodawnikami (Philepittidae). W starszych ujęciach systematycznych do szerokodziobów zaliczano też rodzaje Smithornis i Calyptomena, a rodzinę tę dzielono niekiedy na dwie podrodziny: Calyptomeninae obejmującą rodzaj Calyptomena, oraz Eurylaiminae, do której zaliczano pozostałe rodzaje. W oparciu o nowsze badania rodzaje Smithornis i Calyptomena wydzielono jednak do osobnej rodziny nosoczubów (Calyptomenidae).